# Vlag van Orlando

Vlag van Orlando

De vlag van Orlando is de officiële vlag van de stad Orlando (Florida). De vlag werd op 24 juli 2017 ontworpen door Tim Eggert om de 142e verjaardag van de stad te vieren.
De vlag is een horizontale tweekleurige vlag van wit en blauw met in het midden de fontein van Lake Eola. De onderste blauwe baan beslaat een derde van de verticale lengte. Rondom de fontein staat een gouden afbeelding van de zon in de vorm van de letter "O". Het gedeelte van de zon boven de blauwe baan wordt opgesplitst door vier dunne blauwe strepen, waardoor het lijkt alsof zonlicht over golven valt.
De witte en blauwe achtergrond staat voor patriottisme, doorzettingsvermogen en vrede. Het geel staat voor zonneschijn, hoop en geluk. De fontein van Lake Eola werd gekozen als onderscheidend en herkenbaar symbool van de stad en het stromende water staat voor voortdurende energie en innovatie. De basis van de fontein is verdeeld in zes gelijke segmenten, die de zes commissiedistricten van Orlando voorstellen. De gele ring - in de vorm van de letter O - symboliseert eenheid, verbondenheid en tijdloosheid. De blauwe baan staat ook voor water en de gele zonnestralen die erop weerkaatsen symboliseren de zorgvuldige aandacht van de stad voor het verleden en haar gedurfde visie voor de toekomst.

## Vorige vlag

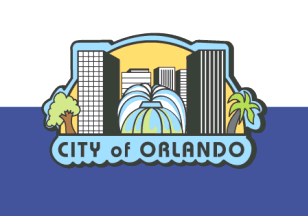
Vlag van Orlando, 1980-2017

De stad had al eerder een vlag. De eerste vlag werd, net als de huidige, gemaakt door middel van een ontwerpwedstrijd. De wedstrijd werd gesponsord door de Council of Arts and Sciences en de Orlando Kiwanis Club. Het werd aangenomen door de gemeenteraad op 2 juni 1980 en bleef in gebruik tot het nieuwe ontwerp werd aangenomen.
Zowel de voormalige als de huidige vlag van Orlando waren horizontale tweekleuren van wit en blauw, maar in de eerste vlag van de stad waren deze twee banen even groot. Op de vlag stonden twee palmbomen, twee ongeïdentificeerde gebouwen en de fontein van Lake Eola in het midden. Andere gebouwen waren te zien achter de fontein. Onderop de vlag stond "CITY of ORLANDO" omgeven door een lichtblauwe kleur. De vlag had een licht geeloranje halve cirkel achter de objecten op de voorgrond.